# Jacob Nordenson
Jacob Vilhelm Nordenson, född 2 september 1952 i Sofia församling i Stockholm, är en svensk skådespelare.

## Utbildning och yrkesliv
Jacob Nordenson utbildade sig vid Stockholms scenskola 1974–1977. Därefter var han verksam vid Norrbottensteatern, Skånska Teatern, Riksteatern och Boulevardteatern. Han tog en tid ett uppehåll från teatern på grund av scenskräck och började engagera sig särskilt inom dokumentärfilm, bland annat tillsammans med Rickard Petrelius.
Senare blev det roller i fiktiva filmer och TV-produktioner. Bland annat agerade han psykopatisk mördare i Roseanna (1994), nynazist i Den vite riddaren (1994) och läkare i Zonen (1996). En av hans mest kända roller är huvudrollen i TV-serien Gynekologen i Askim, som gynekologen Henning. Dessutom regisserade han dramadokumentären Genom eld och vatten (1997). Rollen som Jan-Erik Marklund i kultförklarade TV-serien Pistvakt (1998) gjorde honom också känd för TV-tittarna. Den rollen spelade han även i föreställningarna på Nya Pistolteatern som visades under tiden som serien sändes på TV (och även innan TV-serien). Han arbetade även som snickare vid inspelningarna till filmen Strul från 1988.

## Familj
Nordenson är son till justitierådet Ulf K. Nordenson och Skansen-chefen Eva Nordenson samt bror till journalisten Magdalena Nordenson. Han har två barn med skådespelaren Pia Halvorsen.

## Filmografi i urval
- 1989 – 1939
- 1991 – Joker
- 1993 – Roseanna
- 1996 – Kalle Blomkvist – Mästerdetektiven lever farligt
- 1997 – Heta lappar
- 1997 – Tic Tac
- 1999 – Dödsklockan
- 2003 – Min skäggiga mamma (kortfilm)
- 2004 – Falla vackert
- 2005 – Pistvakt
- 2005 – Wallander – Den svaga punkten
- 2008 – Istället för Abrakadabra (kortfilm)
- 2009 – Luftslottet som sprängdes
- 2010 – Fyra år till
- 2011 – Någon annanstans i Sverige
- 2012 – Arne Dahl: Upp till toppen av berget
- 2012 – Jävla pojkar
- 2012 – Flimmer
- 2015 – Minioner (röst till Professor Flux)
- 2016 – Stora vänliga jätten (röst)
- 2019 – Förfärliga snömannen (röst)
- 2022 – Minioner: Berättelsen om Gru (röst till Wild Knuckles/Willy Knoge)

## TV
- 1994 – Den vite riddaren
- 1996 – Zonen (TV-serie)
- 1996 – Silvermannen (TV-serie)
- 1996 – Rederiet (TV-serie)
- 1998 – Pistvakt – En vintersaga
- 1999 – Insider (TV-serie)
- 2000 – Fem gånger Storm
- 2001 – Bekännelsen
- 2002 – Taurus
- 2003 – Vera med flera
- 2004 – Danslärarens återkomst
- 2004 – Om Stig Petrés hemlighet
- 2006 – Möbelhandlarens dotter
- 2007 – Höök
- 2007 – Gynekologen i Askim
- 2008 – Häxdansen
- 2008 – Kommissarien och havet - Den inre kretsen (TV-serie)
- 2009 – Stormen
- 2011 – Gynekologen i Askim (säsong 2)

Nordenson har varit gästskådespelare i Rederiet.

## Teater

### Roller (ej komplett)
| År   | Roll               | Produktion                                                            | Regi           | Teater                                          |
| ---- | ------------------ | --------------------------------------------------------------------- | -------------- | ----------------------------------------------- |
| 1976 |                    | Gruffet i Chiozza (Le baruffe chiozzotte) Carlo Goldoni               | Rudolf Penka   | Katarinateatern                                 |
| 1977 | Gustav IV Adolf    | Hermelinarna eller drömmen om stålverket Lars Molin och Macke Nilsson | Christian Lund | Norrbottensteatern                              |
| 2009 | Föreståndaren Erik | Sista dansen Carin Mannheimer                                         | Malin Stenberg | Stockholms stadsteater                          |
| 2011 | Colin              | Vänner (Absent Friends) Alan Ayckbourn                                | Sissela Kyle   | Stockholms stadsteater                          |
| 2012 | Staffan            | I sista minuten Carin Mannheimer                                      | Sissela Kyle   | Stockholms stadsteater                          |
| 2012 |                    | Första varningen August Strindberg                                    | Mia Törnqvist  | Stockholms stadsteater på Liljevalchs konsthall |
| 2013 | Rektorn            | Martyrer (Märtyrer) Marius von Mayenburg                              | Dritëro Kasapi | Stockholms stadsteater                          |

### Regi
| År   | Produktion                     | Upphovsmän                                    | Teater           |
| ---- | ------------------------------ | --------------------------------------------- | ---------------- |
| 1991 | Stilla natt Season's Greetings | Alan Ayckbourn Översättning Göran O. Eriksson | Boulevardteatern |

## Datorspel
- 2008 – The Legend of Spyro: Dawn of the Dragon (svensk röst till Krönikör)